# Koleje osudu
Koleje osudu (v anglickém originále The Railway Man) je britsko-australský dramatický film z roku 2013. Režisérem filmu je Jonathan Teplitzky. Hlavní role ve filmu ztvárnili Colin Firth, Nicole Kidman, Stellan Skarsgård, Hiroyuki Sanada a Jeremy Irvine.

## Obsazení
| Colin Firth       | Eric Lomax     |
| Nicole Kidman     | Patricia Lomax |
| Stellan Skarsgård | Finlay         |
| Hiroyuki Sanada   | Takashi Nagase |
| Jeremy Irvine     | mladý Eric     |
| Sam Reid          | mladý Finlay   |
| Tanroh Ishida     | mladý Takashi  |
| Michael Doonan    | doktor Rogers  |